# Престон, Херон
Херон Престон Джонсон — американский дизайнер одежды и музыкант. Бывший дизайнер Nike, который вошёл в креативную команду Канье Уэста и основал собственный бренд одежды. Стал одним из открытий Нью-Йоркской недели моды в 2016 году. Широкую известность получил после капсульной коллекции с Владимиром Путиным. Сделал направлением в уличной моде надписи на кириллице. Несмотря на то, что Херон Престон является одним из самых ярких представителей нового направления уличной моды — luxury streetwear, в своих коллекциях он делает отсылки к глобальным проблемам современного общества, превращая покупателей бренда в «живые манифесты».

## Биография
История становление молодого дизайнера Херона Престона — история о том, как счастливая случайность определяет творческий путь и приводит на профессиональные вершины. У Херона никогда не было мыслей о дизайне одежды — все свое детство он посвящал доске для скейтборда, принимая участие в различных соревнованиях. У одноклассника Херона был «гаражный бизнес» — парень сам шил футболки, а Херон как-то вызвался помочь с идеями для принтов и нанесением.
В 2004-м Престон переезжает в Нью-Йорк, чтобы поступить в школу дизайна Parsons, которую он заканчивает в 2007 году и окончательно решает посвятить себя миру моды. Неоценимый опыт и практические знания в уличной моде Престон получает, устраиваясь дизайнером в Nike, где он дорастает до директора по работе с социальными сетями. В это же время начинается его сотрудничество с креативной командой Канье Уэста и работа для его бренда Yeezy.
В 2016 году Престон создает коллекцию совместно с Нью-Йоркским Управлением Санитарного контроля (NYC Dept. of Sanitation). Престон переработал использованную форму уличных уборщиков, создав коллекцию модной уличной одежды. При этом, как и в большинстве своих работ Херон затрагивает глобальные проблемы — такие как мировой кризис перепроизводства и переосмысляет зависимость людей от «мира вещей». Необычным был подход к реализации этой коллекции — дизайнер предлагал покупать вещи сразу по завершении показа.
Вторая знаковая коллекция Престона выходит в 2018 году. На этот раз партнёром дизайнера выступает NASA, которой нравится идея стильно и креативно отметить собственное 60-и летие. Помимо повседневных вещей, вроде толстовок и футболок с логотипами аэрокосмической организации, Престон создает и сложные футуристичные предметы гардероба, которые цветом, фактурой или дизайном напоминают космические скафандры. И в этой коллекции Престон также пытается донести обществу сообщение о необходимости борьбы с космическим мусором — именно это является одной из социальных программ NASA, о которой мало кто знает.

## Фирменный знак
Многие вещи из коллекций Херона Престона (за исключением лимитированных капсульных коллекций) украшены принтом или вышивкой со словом «стиль» на кириллице. Сам Херон отмечал, что эта идея пришла к нему в голову в 2014 году, когда он помогал другу в выставке, посвященной хип-хоп культуре 90-х. Перед Хероном стояла задача создать мерчендайзинговые футболки. Престон долго искал что-то, что было общем в хип-хоп культуре 90-х, и пришёл к выводу, что это — стиль. А написать «стиль» кириллицей Престон решил из-за одержимости русской культурой и атрибутикой.

## Связь с Россией
Если отвлечься от социальных манифестов, то Россия — это основной источник вдохновения для Херона Престона. И в данном случае, его творчество многими воспринимается довольно критично. Так как во многом Херон эксплуатирует китч и культурные стереотипы России 90-х. На подиум это уже выводили многие — Гоша Рубчинский, Денис Симачев, Демна Гвасалия. Даже нашумевшая футболка с Путиным для людей из мира моды была абсолютно вторичной — ту же идею с сочетанием гламура и первых лиц государства реализовал Симачев в 2000-х. Разница лишь в том, что Симачев был больше ориентирован на внутренних потребителей, которые прошли через 90-е. Херон Престон открывает этот мир для российской и западной молодежи, для которой «малиновые пиджаки» — это фольклор на DVD. Кроме того, во всех своих интервью, Херон подчеркивает, что его связь с Россией глубже, чем думают многие — от восхищения русской кухней, до открытия первого флагманского pop-up store в Москве.

## Творчество
Херон Престон раскрывается перед широкой аудиторией не только в качестве модельера, но и как диджей и фотограф. Для начала он помогал своим знакомым фотографам с организацией выставок и их продвижением. В своей собственной фотовыставке он отдает дань уважения отцу и его работе в полицейском департаменте. Как диджей Престон часто играет на модных мероприятиях, которые организовывают известные глянцевые журналы или бренды. Впрочем, околомузыкальное прошлое модельеров, вышедших из под крыла Канье Уэста — нормальное явление.